# Andrés Eloy Martínez
Andrés Eloy Martínez Rojas (Cuernavaca, 23 de junio de 1963) es un astrónomo, científico y político mexicano. Ha nombrado a diversos planetas menores y además sirvió durante un periodo de tres años como diputado en la LXII Legislatura del Congreso de la Unión, en representación del cuarto distrito electoral federal de Morelos.

## Biografía

### Carrera científica

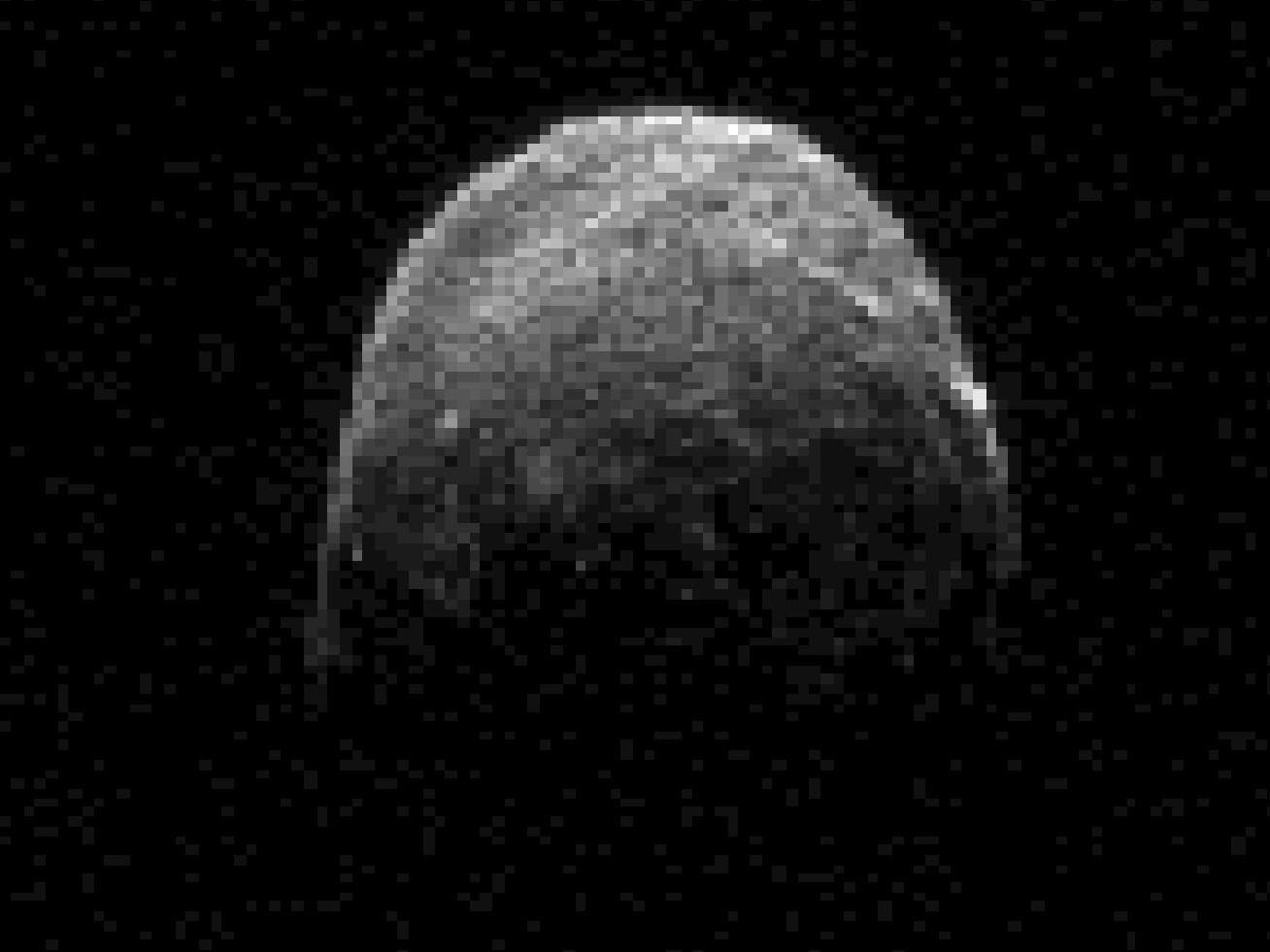
Imagen de radar del asteroide 2013TV135

Ha descubierto varios planetas menores y ha propuesto nombres para las características planetarias. Además de 10 supernovas, descubrió los planetas menores 2010 RJ137, 2004 LV31 y 2004 LW31 En 2017, el planeta menor 6159 Andréseloy fue nombrado en su honor.
En 2003, propuso bautizar un cráter recién descubierto en Marte con el nombre de Jojutla, propuesta que fue aprobada por la Unión Astronómica Internacional en 2007.
Preside la Sociedad Astronómica Urania de México. En 2015, la sociedad propuso con éxito los nombres Tonatiuh y Meztli para el sistema HD 104985 y el planeta HD 104985b, respectivamente, que fueron seleccionados en el concurso mundial NameExoWorlds. Además, ha escrito columnas científicas para diversas publicaciones, entre ellas El Universal y Scientific American México; anteriormente condujo un programa de radio en XHART-FM, propiedad de su madre, Araceli Rojas Tenorio. Realizó las recreaciones de La Guerra de los Mundos que la estación transmitió en 1998 y 2008, causando pánico entre sus oyentes.
Actualmente es coordinador regional del Día del Asteroide en México.

### Carrera política
En 2012, fue electo diputado federal por el Partido de la Revolución Democrática (PRD) en representación del cuarto distrito electoral federal de Morelos, con sede en Jojutla. Fue secretario de la Comisión de Ciencia y Tecnología y también sirvió en las Comisiones de Comunicaciones y Desarrollo Rural. Durante su estancia en el congreso, ayudó a instalar un radiotelescopio en el Palacio Legislativo de San Lázaro.
En 2014, cambió de partido, del PRD al Movimiento de Regeneración Nacional (MORENA).